# Limnius avalis
Limnius avalis är en skalbaggsart. Limnius avalis ingår i släktet Limnius och familjen bäckbaggar. Inga underarter finns listade i Catalogue of Life.